# Ben Arthur
Der Ben Arthur (gälisch: Beinn Artair) ist ein 884 Meter hoher Berg in Schottland, an dessen Fuß Loch Long liegt. Gemeinhin bekannt auch als The Cobbler, liegt er in den Arrochar Alps westlich von Loch Lomond in der Strathclyde-Region im südlichen Schottland. Klassifiziert wird er als Corbett, gilt gleichwohl aber als einer der eindrucksvollsten Gipfel der südlichen Highlands. Die Formation des Gipfels wird auf groß angelegte Bergrutsche und nicht auf glaziale Tätigkeit zurückgeführt.
Die Gipfelpartie des Cobblers besteht aus drei Einzelgipfeln, wobei der mittlere der höchste ist. Die Gipfel können über den Bachlauf des „Buttermilk Burn“ erreicht werden. Üblicherweise wird der Hauptgipfel durch einen kleinen Höhlendurchlass („Fenster“-Durchkletterung), genannt The Needle bestiegen.
Das Gestein weist Glimmerschiefer (Glimmergruppe) auf, der bei Nässe starke Rutschgefahr auslöst. Am Fuß des Berges liegen seit jeher Jagdgebiete. Bekannt ist der Berg auch aufgrund seines Blicks auf den bedeutenderen Ben Lomond auf der Ostseite von Loch Lomond. 